# Pinkafeld
Pinkafeld (ungerska: Pinkafő, kroatiska: Pinkafelj, romani: Pinkafa) är en stad och kommun i förbundslandet Burgenland i Österrike. Kommunen har 5951 invånare (2024) och består av två orter (Ortschaften) (inom parentes invånarantal 1 januari 2024):
- Hochart (343)
- Pinkafeld (5 608)